# Copa de las Naciones UCI sub-23 2017
La Copa de las Naciones UCI sub-23 2017, es la decimoprimera edición del calendario ciclístico creado por la Unión Ciclista Internacional para corredores menores de 23 años. Los puntos obtenidos en las mismas dieron como ganador a Dinamarca quedando Bélgica y Francia en segundo y tercer lugar respectivamente.
Estuvo compuesta por ocho carreras, 5 carreras en países y 3 carreras de campeonatos continentales.

## Resultados
| Fecha           | País                 | Carrera                                | Categoría | Vencedor            | Líder       |
| --------------- | -------------------- | -------------------------------------- | --------- | ------------------- | ----------- |
| 1 de marzo      | Baréin               | Campeonato Asiático en Ruta Sub-23     | CC        | Hayato Okamoto      | Japón       |
| 26 de marzo     | Bélgica              | Gante-Wevelgem sub-23                  | 1.Ncup    | Jacob Hennessy      | Reino Unido |
| 8 de abril      | Bélgica              | Tour de Flandes sub-23                 | 1.Ncup    | Edward Dunbar       | Francia     |
| 14-15 de abril  | Países Bajos         | ZLM Roompot Tour                       | 2.Ncup    | Christopher Lawless | Francia     |
| 5 de mayo       | República Dominicana | Campeonato Panamericano en Ruta Sub-23 | CC        | Matías Muñoz        | Bélgica     |
| 1-4 de junio    | República Checa      | Carrera de la Paz sub-23               | 2.Ncup    | Bjorg Lambrecht     | Bélgica     |
| 5 de agosto     | Dinamarca            | Campeonato Europeo en Ruta sub-23      | CC        | Casper Pedersen     | Dinamarca   |
| 18-27 de agosto | Francia              | Tour del Porvenir                      | 2.Ncup    | Egan Bernal         | Dinamarca   |

## Clasificaciones finales
| Pos. | País            | Puntos |
| ---- | --------------- | ------ |
| 1.º  | Dinamarca       | 104    |
| 2.º  | Bélgica         | 96     |
| 3.º  | Francia         | 81     |
| 4.º  | Noruega         | 65     |
| 5.º  | Reino Unido     | 60     |
| 6.º  | Rusia           | 50     |
| 7.º  | Colombia        | 43     |
| 8.º  | Suiza           | 37     |
| 9.º  | República Checa | 35     |
| 10.º | Italia          | 32     |